# Anthony Pym
Anthony David Pym (Perth, 1956) é um pesquisador australiano, conhecido por seu trabalho em estudos de tradução.
Pym é professor titular de Tradução e Estudos Interculturais na Universidade Rovira i Virgili, na Espanha, e professor convidado na Universidade de Stellenbosch  na África do Sul. Ele atuou como professor visitante na Instituição Catalã de Pesquisa e Estudos Avançados (Catalan Institution for Research and Advanced Studies)  de 2010 a 2015, pesquisador visitante no Instituto Middlebury de Estudos Internacionais em Monterey de 2008 a 2016, professor visitante do programa Walter Benjamin na Universidade de Viena em 2015, e presidente da Sociedade Europeia de Estudos de Tradução de 2010 a 2016.

## Biografia
Pym frequentou a Wesley College (Perth, Austrália) e a Universidade da Austrália Ocidental, completando o bacharelado de artes com honra na Universidade Murdoch em 1981. Recebeu uma bolsa do governo francês para realizar doutorado na École des Hautes Études en Sciences Sociales, onde concluiu o PhD em Sociologia em 1985. Em 1983-84, foi bolsista pelo programa Frank Knox no Departamento de Literatura Comparada da Universidade de Harvard. Em 1992–94, obteve uma bolsa de pós-doutorado da Fundação Alexander von Humboldt para pesquisa em história da tradução na Universidade de Göttingen, na Alemanha. Em 1994 deu seminários sobre a ética da tradução no Collège International de Philosophie, em Paris.
Depois de anos como tradutor profissional, editor de periódicos e organizador de eventos culturais na França e na Espanha, lecionou nos departamentos de tradução da Universidade Autônoma de Barcelona e da Universidade de Las Palmas de Gran Canaria. Em 1994 ingressou na Universidade Rovira i Virgili em Tarragona, na Espanha, onde criou o Grupo de Estudos Interculturais e programas de pós-graduação em tradução, ambos em 2000, e um programa de doutorado em 2003. Desde 2006 é pesquisador visitante no  Monterey Institute of International Studies. Atualmente mora na cidade de Calaceite, na Espanha.
Pym é professor titular de Tradução e Estudos Interculturais e coordenador do Grupo de Estudos Interculturais da Universidade Rovira i Virgili em Tarragona, na Espanha, onde também conduziu um programa de doutorado. Além disso, Pym é professor extraordinário na Universidade de Stellenbosch e membro do conselho consultivo internacional do Translation and Inter-Cultural Research Cluster da Universidade da Austrália Ocidental.
Pym foi Professor Visitante no Instituto Middlebury de Estudos Internacionais em Monterey de 2008 a 2016, onde realizou pesquisas e palestras. De 2010 a 2015 foi bolsista da Instituição Catalã de Pesquisa e Estudos Avançados. Ele também foi presidente da Sociedade Europeia de Estudos de Tradução de 2010 a 2016 e Professor Visitante do programa Walter Benjamin na Universidade de Viena em 2015. Em 2017, ingressou na Escola de Línguas e Linguística da Universidade de Melbourne.

## Pensamento e influência
Pym foi um dos primeiros a questionar a dependência da tradução ao texto e aproximá-la da pessoa do tradutor. Defende que os tradutores são “autores” expressa opinião e emoção, em vez de meros "animadores" que dão vida às palavras de outras pessoas. Ele entende o tradutor como alguém que trabalha com o autor para criar sentido; logo, ambos contribuem para dar sentido à tradução.
De acordo com Pym, o desenvolvimento do ramo da Tradução no Ocidente é essencialmente uma “história da teoria da tradução”, uma limitação que ele propôs analisar ao focar os próprios tradutores e os contextos em que operam.
Pym também conceituou a tradução como uma forma de gerenciamento de risco, em vez de uma busca por equivalência. De acordo com o estudioso, existem três tipos e níveis de riscos: risco da credibilidade, risco da incerteza e risco comunicativo. O risco da credibilidade está relacionado à especificidade da tradução e das relações entre as pessoas, onde o risco é a probabilidade de o tradutor perder credibilidade. O segundo, o risco da incerteza, envolve os processos cognitivos de um tradutor quando ele não tem certeza sobre como apresentar algo. O último risco que Pym identificou, o risco comunicativo, envolve a interpretação de textos e sua contextualização, enquanto se busca um equilíbrio entre os altos e baixos riscos e a interpretação.
Ele levantou a hipótese de que os tradutores podem ser membros de interculturas profissionais, operando nas sobreposições de culturas, e que o maior objetivo ético é a promoção da cooperação intercultural de longo prazo. Pym aponta que a lealdade dos tradutores deve estar em sua profissão e que o valor dos esforços de tradução reside na contribuição para as relações interculturais e a comunicação intercultural.
Ele defende o conceito de inculturação, portanto entende a tradução como uma das maneiras pelas quais as culturas minoritárias são absorvidas por sistemas culturais mais abrangentes e podem então modificar esses sistemas mais abrangentes. Pym também considerou o papel da tecnologia, principalmente da Internet, na tradução de materiais adaptados a determinado mercado local. Segundo ele, a proliferação de informações não significa necessariamente que estas serão recebidas; por isso, deve-se ter cuidado para que os textos traduzidos sejam atrativos para a cultura de chegada.
O finlandês Kaisa Koskinen, pesquisador em tradução, contrastou as ideias de Pym com as do norte-americano Lawrence Venuti. As críticas de Pym a Lawrence Venuti também foram abordadas por Jeremy Munday  e Mary Snell-Hornby 

## Trabalhos
Pym é autor, co-autor e editor de mais de 30 livros e 230 artigos sobre tradução e relações interculturais:
- Translation and Text Transfer. An Essay on the Principles of Intercultural Communication, Frankfurt/Main: Peter Lang, 1992. Revised edition: Tarragona: Intercultural Studies Group, 2010.
- Epistemological Problems in Translation and its Teaching, Calaceite: Caminade, 1993.
- Pour une éthique du traducteur, Arras: Artois Presses Université / Ottawa: Presses de l’Université d’Ottawa, 1997.
- Method in Translation History, Manchester: St Jerome Publishing, 1998. Reprint with Chinese introduction: 北京 : 外语敎学与硏究出版社, Beijing, 2006.
- Negotiating the Frontier: Translators and Intercultures in Hispanic History, Manchester: St Jerome Publishing, 2000.
- The Moving Text: Localization, Translation and Distribution, Amsterdam & Philadelphia: John Benjamins, 2004.
- Exploring Translation Theories, London and New York: Routledge, 2010. Japanese translation, 翻訳理論の探求, trans. Kayoko Takeda, Tokyo: Misuzu Shobo, 2010. Translation rights sold for Portuguese and Korean.
- The status of the translation profession in the European Union, with François Grin, Claudio Sfreddo, Andy L. J. Chan. Luxembourg: European Commission, 2012.
- On Translator Ethics. Principles for Cross-cultural communication. Amsterdam and Philadelphia: John Benjamins, 2012 (reworked version of Pour une éthique du traducteur).
- Translation and Language Learning, with Kirsten Malmkjaer and Mar Gutiérrez. Luxembourg: European Commission, 2013.
- Translation Solutions for Many Languages. Histories of a Flawed Dream. London: Bloomsbury, 2016.
- What is Translation History? A Trust-Based Approach, with Andrea Rizzi and Birgit Lang. London: Palgrave, 2019.

### Traduções das Obras de Anthony Pym
- Exploring Translation Theories (London and New York; Routledge, 2010). Edição revisada: Routledge, 2014. Tradução Japonesa, Kayoko Takeda, trad. Tokyo: Misuzu Shobo, 2010. Tradução Espanhola, Teorías contemporáneas de la traducción. Materiales para un curso universitário, Tarragona: Intercultural Studies Group, 2012; publicação não autorizada: Havanna: Editorial Arte y Literatura, 2016; second edition 2016. Portuguese translation, Teorias Contemporâneas da Tradução, Lisbon: Fundação Calouste Gulbenkian, 2013. Tradução do Chinês Tradicional 探索翻譯理論 第二版, Taipei: Bookman, 2016. Português Brasileiro, trad. Rodrigo Borges de Faveri, Explorando as teorias da tradução, São Paulo: Perspectiva, 2017. Tradução Russa. Теоретические парадигмы в переводоведении. Saint Petersburg: Saint Petersburg University Press, 2018. Direitos de tradução vendidos para Coreano, Turco e Árabe.
- Method in Translation History (London and New York: Routledge, 2014). Reimpressão com introdução Chinesa: 北京 : 外语敎学与硏究出版社, Beijing, 2006. Tradução Árabe por Ali Kalfat: المنهج في تاريخ الترجمة, Cairo: National Center for Translation, 2010.
- On translator ethics. Principles for mediation between cultures. Amsterdam and Philadelphia: John Benjamins, 2012. Tradução e reescrita de Pour une éthique du traducteur. Tradução Coreana 번역가 윤리: 문화 간의 중재 원칙 by Hyo-Eun Choi and Hye-Kyung Park, Seoul: Hankuk University of Foreign Studies Press, 2016; Tradução Persa اصول اخلاقی مترجم by Zahra Fallah Shahroudi and Farzaneh Me'mar, Teheran: Nashr-e Markaz, 2017.